# 팽육귤
팽육귤(중국어 정체자: 彭毓橘, 병음: Peng Yuju, 1824년 - 1867년)은 청나라 말기 상군의 장수이다.

## 생애
호남성 상향 출신으로 증국전의 사촌이다. 상군에 가입한 뒤 증국전을 따라 강서성을 구원하기 위해 가서 전공을 세웠다. 현승(県丞)에 임명되었고, 또한 지부(知府)로 승진했다. 여러 군과 함께 장강 연안의 태평부 · 무호 등의 요충지를 공략하여, 도원(道員)으로 발탁되어 바투루의 칭호를 받았다.
천경공방전에서 큰 공적을 세워 포정사(布政使)로 기명(미래의 포정사 취임을 약속하는 것)되었고, 일등경차도위(一等軽車都尉)의 세습직을 받았다. 복건정장룡병비(福建汀漳龍兵備道)가 되었지만, 취임하기 전에 증국전의 추천으로 상군을 이끌고 호북성에 가서 염군을 소탕하게 되었다. 1867년 3월, 군이 기수에 도착했을 때, 팽육귤은 수백 명의 소대를 이끌고 지형을 조사하고 있었지만, 기린요(麒麟凹)에서 염군에 포위되어 전투 끝에 팽육귤의 말이 진흙에 다리가 빠지면서, 사로잡혀 죽임을 당했다.
조정은 포정사가 전사했을 때의 격으로 장례를 치뤘고, 사당을 지어 내각학사 관직과 충장(忠將)의 시호를 내리고, 기도위(騎都尉)의 세습직, 삼등남작의 작위가 주어졌다.